# Chiesa dei Santi Gervasio e Protasio (Poncarale)
La chiesa dei Santi Gervasio e Protasio è la parrocchiale di Poncarale, in provincia e diocesi di Brescia; fa parte della zona pastorale di Bagnolo Mella.

## Storia
Il campanile venne eretto nel XV secolo. Per sapere che la chiesa era sede parrocchiale bisogna ricorrere ad un atto datato 7 ottobre 1479 in cui si spiega che il cardinale legato Giovanni d'Aragona unì il beneficio della chiesa alla Mensa Comune del capitolo della cattedrale. Da altre fonti, invece, sembra che la parrocchia di Poncarale venne fondata solo nel Cinquecento, con territorio dismembrato da quella di Bagnolo Mella.
All'inizio del XVIII secolo la chiesa in stile rinascimentale fu demolita per far posto all'attuale parrocchiale, portata a termine nel 1717.
Nel 1828 fu collocato nella chiesa il nuovo altare maggiore e l'edificio venne ampliato nel 1939 mediante la costruzione del transetto.
Nel 1950 l'interno della struttura fu restaurato e abbellito.
Il 14 aprile 1989 la chiesa confluì nella zona pastorale di Bagnolo Mella.

## Descrizione

### Facciata
La facciata a capanna della chiesa è divisa da una cornice marcapiano in due ordini, entrambi tripartiti da quattro lesene. Il registro superiore presenta una finestra centrale e due nicchie laterali contenenti le statue dei santi Gervasio e Protasio.

### Interno
L'interno si compone di un'unica navata con soffitto a botte poi ampliata (circa nel 1950) con due transetti laterali trasformando la pianta a croce latina.
Nel transetto di sinistra si trova l'organo della ditta Zanin, acquisito negli anni ottanta del Novecento, restaurato nel 1999 e nel 2008 collocato nella nuova cantoria mentre un tempo, sopra l'attuale consolle, era posizionato un organo del Settecento della ditta Bolognini di Lumezzane.